# London Knights (Ice Hockey Superleague)
Die London Knights waren ein professionelles britisches Eishockeyteam aus London, das von 1998 bis 2003 in der Ice Hockey Superleague spielte. Ihr Heimstadion war die 12.500 Zuschauer fassende London Arena.

## Geschichte
Gründer und Besitzer der London Knights war die Anschutz Entertainment Group um den US-amerikanischen Milliardär Philip F. Anschutz, die eine Reihe von Sport-Franchises wie etwa die Hamburg Freezers, Eisbären Berlin, Los Angeles Galaxy sowie Arenen wie die O2 Arena in London oder die Barclays Arena in Hamburg betreibt oder betrieb. Das Team wurde gegründet, um am britischen Eishockeyboom der 90er Jahre, ausgelöst durch Teams wie Manchester Storm und Sheffield Steelers, die in den 90ern bis zu 8000 Zuschauer im Schnitt und bis zu 17.000 in einzelnen Spielen hatten, teilhaben zu können. Zudem sollten die Knights auch helfen, die defizitäre London Arena profitabel zu machen. 

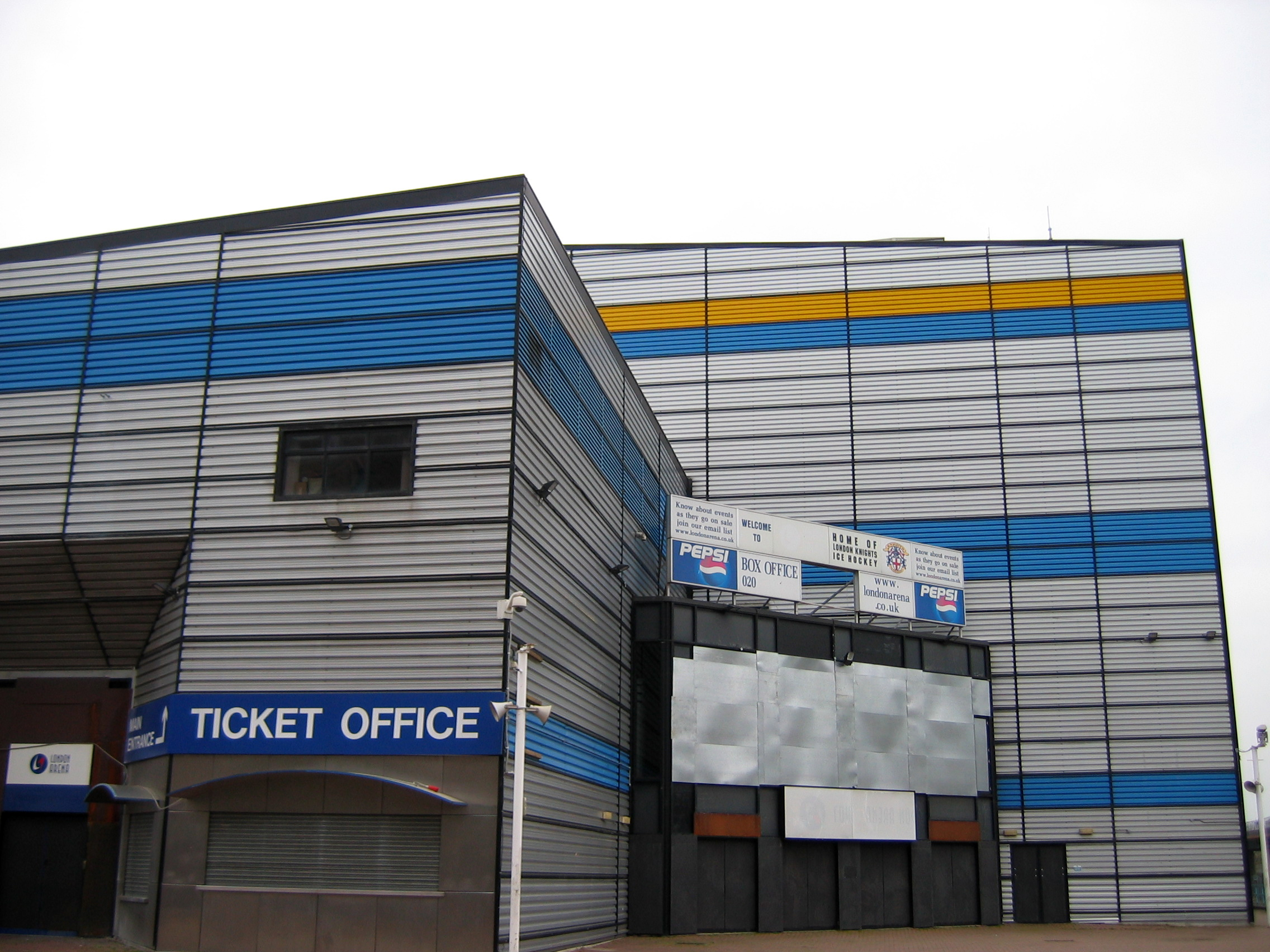
Die London Arena, Heimstadion der London Knights

Nach der Gründung der Knights 1998 gelang ihnen in ihrer zweiten Spielzeit, der Saison 1999/2000, mit Cheftrainer Chris McSorley der Gewinn der Britischen Eishockey-Meisterschaft. In der folgenden Spielzeit waren sie die erste Mannschaft aus Großbritannien, die ein Finale des IIHF Continental Cup erreichen konnte. Nach einer knappen Niederlage gegen den späteren Gewinner, die ZSC Lions, sowie zwei Siegen gegen den HC Slovan Bratislava und die München Barons belegte das Team den zweiten Platz der Finalrunde.
Trotz ihrer Erfolge auf dem Eis waren ihre Zuschauerzahlen stets relativ bescheiden und lagen nie bei viel mehr als 3000 im Schnitt.
Nachdem die Ice Hockey Superleague 2003 von der neu gegründeten Elite Ice Hockey League abgelöst und die London Arena zur selben Zeit verkauft wurde, stellten die London Knights ihren Spielbetrieb bis auf Weiteres ein. Es gab Pläne, die Knights für zwei Saisons in einer Übergangs-Spielstätte und anschließend ab 2005 in der O2 Arena spielen zu lassen, diese konnten jedoch nicht realisiert werden.
Nach der Gründung der Elite League wurden als Nachfolger die London Racers eingeführt, die sich in der neuen Liga jedoch ebenfalls nur zwei Jahre halten konnten. Seitdem gibt es in London kein erstklassiges Eishockeyteam mehr.